# فیلیپ بلوچ
فیلیپ بلوچ (انگلیسی: Phillip Bloch؛ زادهٔ ۱۹۶۰–۱۹۶۱) مشاور مد، نویسنده، طراح، شخصیت تلویزیونی و بازیگر اهل ایالات متحده آمریکا است. او در بسیاری از فیلم‌ها و برنامه‌های تلویزیونی، به عنوان مشاور مد حضور داشته و مشاور مد مجریان و بازیگران بوده‌است.
او در فیلم هذیان‌گو بازی کرده‌است.